# Французский конституционный референдум (1851)

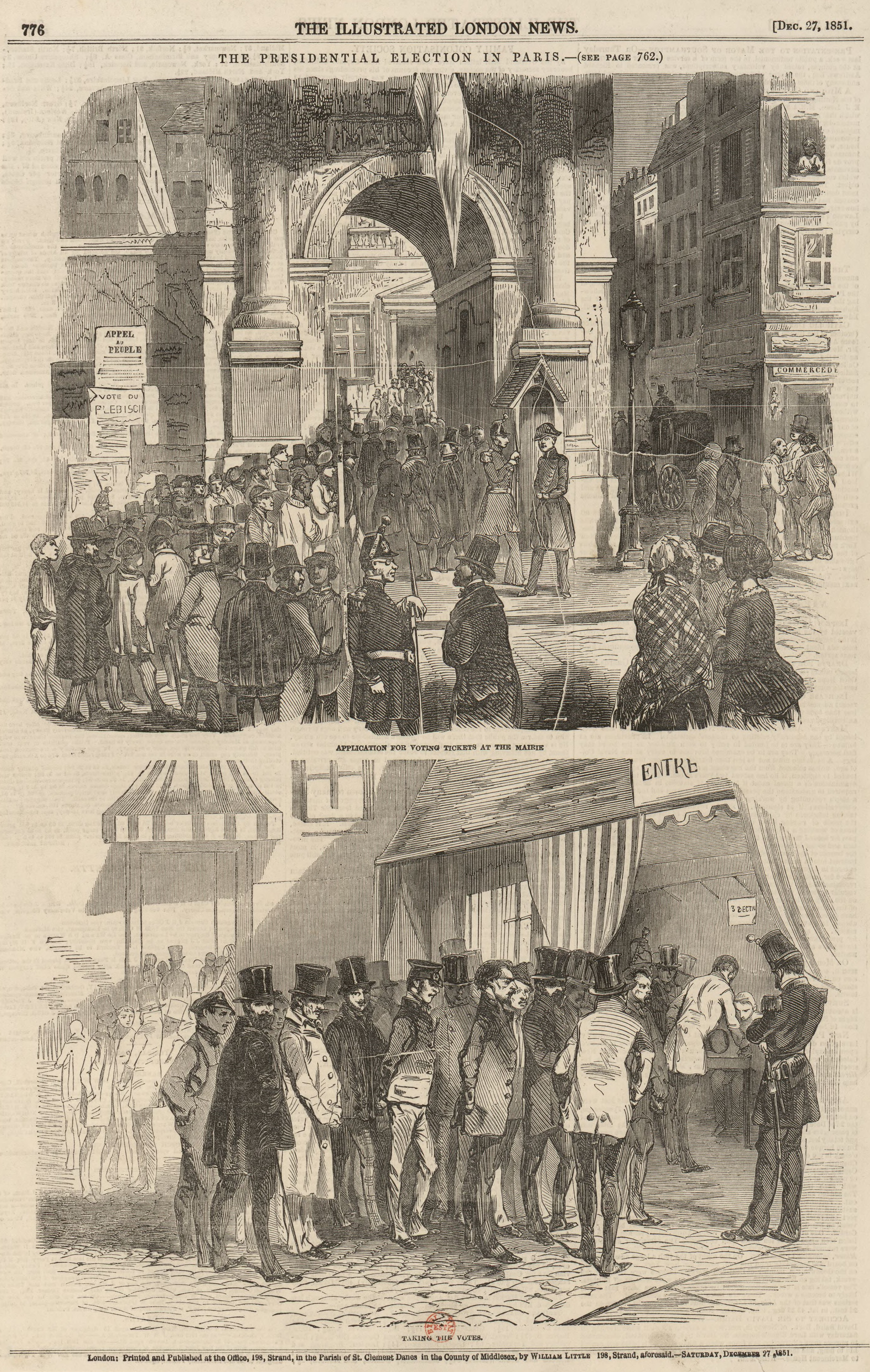

Французский конституционный референдум проводился 21 декабря 1851 года для изменения Конституции Второй республики и увеличения президентского срока Наполеона III с четырёх до десяти лет. Этот референдум стал первым из 5 плебисцитов, проведённых Наполеоном III.
Племянник Наполеона и президент Французской республики Луи-Наполеон Бонапарт 2 декабря 1851 года, нарушив Конституцию, распустил Национальное собрание и прибёг ко всеобщему голосованию для продления своей власти. Таким образом, он осуществил государственный переворот, который в конечном итоге привёл к образованию Второй империи.
Вопрос, вынесенный на референдум, был следующий:
«Êtes-vous pour accorder à Louis-Napoléon Bonaparte des pouvoires constituants pour 10 ans ?»
«Вы согласны дать Луи-Наполеону Бонапарту конституционные полномочия на 10 лет ?»
Из около 8 миллионов избирателей в голосовании 21 декабря участвовало около 81 %. Референдум одобрил продление президентства Наполеона III подавляющим большинством голосов.

## Участие
|                  | % избирателей | Количество |
| ---------------- | ------------- | ---------- |
| Зарегистрировано | 100 %         | 8 128 523  |
| Участвовало      | 81,65 %       | 7 481 231  |
| Всего            | 100 %         |            |

## Результаты
| Да и Нет     | % голосов | Количество |
| ------------ | --------- | ---------- |
| Да (за)      | 92,03 %   | 7 481 231  |
| Нет (против) | 7,96 %    | 647 292    |
| Всего        | 100 %     |            |